# Jérôme d'Ambrosio
Jérôme d'Ambrosio (n. 27 decembrie 1985, Etterbeek, Comunitatea Francofonă din Belgia⁠(d), Belgia) este un pilot de curse belgian. A concurat în GP2 Series și în GP2 Asia Series.

## Cariera în Formula 1
| Sezon | Echipă                          | Număr puncte | Loc clasament general |
| ----- | ------------------------------- | ------------ | --------------------- |
| 2010  | Renault F1 Team / Virgin Racing | Pilot teste  | -                     |
| 2011  | Marussia Virgin Racing          | 0            | -                     |
| 2012  | Lotus F1 Team                   | 0            | -                     |
| 2013  | Lotus F1 Team                   | Pilot teste  | -                     |

1. ↑  Jérôme d'Ambrosio, Roglo